# 1900년 하계 올림픽 낚시
1900년 하계 올림픽 낚시는 프랑스 파리에서 열린 1900년 하계 올림픽의 비공식 종목이었다. 8월에 열렸으며 600명의 낚시꾼이 참가했으며 이 중 40명은 프랑스가 아닌 다른 5개의 나라에서 온 사람이었다. 4개의 세부 종목으로 나누어서 진행했다. 이 종목에 대한 결과 및 자료는 발견되지 않았다.